# Гнеги, Рудольф
Рудольф Гнеги (нем. Rudolf Gnägi; 3 августа 1917 года, Швадернау, кантон Берн, Швейцария — 20 апреля 1985 года, Шпигель, кантон Берн, Швейцария) — швейцарский политик, президент.

## Биография
Рудольф Гнеги изучал юриспруденцию в университете Берна и в 1943 году получил лицензию адвоката. Затем до 1945 года работал юристом. В 1945 году вступил в Партию крестьян, ремесленников и бюргеров, (в 1971 году переименована в Народную партию). В 1952 году избран в правительство кантона Берн и занимался в нём вопросами экономики, а в 1954-1955 годах возглавлял правительство. С 1953 по 1965 год также был членом Национального совета (нижняя палата парламента) Швейцарии. В декабре 1965 года Гнеги избран в Федеральный совет (правительство Швейцарии).
- 1 июня 1954 — 31 мая 1955 год — президент Кантонального совета Берна.
- 8 декабря 1965 — 31 декабря 1979 год — член Федерального совета Швейцарии.
- 1 января 1966 — 30 июня 1968 — начальник департамента (министр) транспорта, коммуникаций и энергетики.
- 1 июля 1968 — 31 декабря 1979 — начальник военного департамента.
- 1970, 1975 — вице-президент Швейцарии.
- 1971, 1976 — президент Швейцарии.